# Chropiatka pędzelkowata

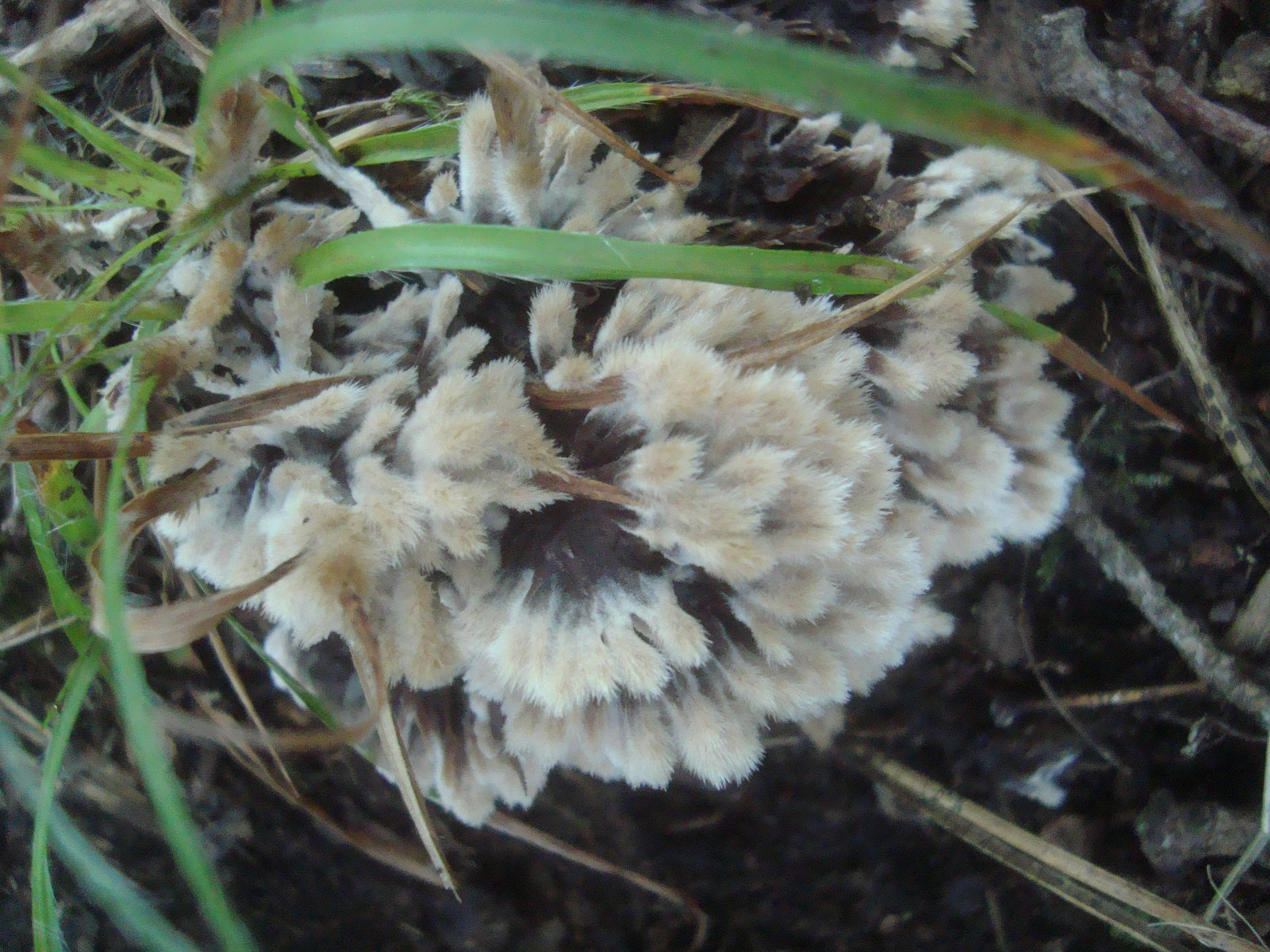

Chropiatka pędzelkowata (Thelephora penicillata (Pers.) Fr.) – gatunek grzybów z rodziny chropiatkowatych (Thelephoraceae).

## Systematyka i nazewnictwo
Pozycja w klasyfikacji według Index Fungorum: Thelephora, Thelephoraceae, Thelephorales, Incertae sedis, Agaricomycetes, Agaricomycotina, Basidiomycota, Fungi.
Po raz pierwszy opisał go w 1797 r. Christiaan Hendrik Persoon, nadając mu nazwę Merisma penicillatum. Obecną, uznaną przez Index Fungorum nazwę nadał mu w 1821 r. Elias Fries.
Ma 23 synonimy. Niektóre z nich:
- Phylacteria mollissima (Pers.) Rea 1922
- Thelephora penicillata f. subfimbriata (Bourdot & Galzin) Corner 1968
- Thelephora penicillata var. byssoideofimbriata (Bourdot & Galzin) Corner 1968[2].

Nazwy polskie: pleśniak pędzelkowaty (Franciszek Błoński 1889), chropiatka piórowata (Władysław Wojewoda 1999), chropiatka pędzelkowata (W. Wojewoda 2003).

## Morfologia
Owocnik
Krótkotrwały, wachlarzowaty przypominający rozetę, tworzony nisko na dnie lasu. Ma szerokości od 4 do 15 cm, a pojedyncze kolce osiągają długość od 2 do 7 cm. Barwa fioletowobrązowa u nasady i biała lub kremowa w kierunku rozgałęzionych i spiczastych końcówek. Starsze owocniki brązowieją od środka. Zapach ziemisty, ale słaby, smak łagodny, nie charakterystyczny.
Cechy mikroskopowe
Strzępki tramy monomityczne, zwykle o szerokości 4–7 µm, ze sprzążkami. Zarodniki kanciasto-elipsoidalne, 7–10 × 5–7 µm z nieregularnymi brodawkami, w masie fioletowobrązowe.

## Występowanie
Chropiatka pędzelkowata występuje w Ameryce Północnej, Europie i Azji. Najwięcej stanowisk podano w Europie. W Polsce W. Wojewoda w 2003 r. przytoczył kilkanaście stanowisk. Znajduje się na Czerwonej liście roślin i grzybów Polski. Ma kategorię V – gatunek narażony, który zapewne w najbliższej przyszłości przesunie się do kategorii wymierających, jeśli nadal będą działać czynniki zagrożenia. Bardziej aktualne stanowiska podaje internetowy atlas grzybów.
Grzyb mykoryzowy, ale prawdopodobnie może żyć także jako saprotrof, czerpiąc składniki z rozkładającego się drewna, liści i igieł. Występuje w liściastych lasach na leżących na ziemi liściach i martwych gałęziach drzew, notowany także na pniu świerka. Owocniki pojawiają się od późnego lata do końca jesieni, najczęściej pod świerkami.